# Juvigny Val d’Andaine
Juvigny Val d’Andaine ist eine französische Gemeinde mit 2.104 Einwohnern (Stand 1. Januar 2022) im Département Orne in der Region Normandie. Sie gehört zum Arrondissement Alençon und zum Kanton Bagnoles de l’Orne Normandie.
Sie entstand mit Wirkung vom 1. Januar 2016 als Commune nouvelle durch die Zusammenlegung der bisherigen Gemeinden Juvigny-sous-Andaine, La Baroche-sous-Lucé, Beaulandais, Loré, Lucé, Saint-Denis-de-Villenette und Sept-Forges, die in der neuen Gemeinde den Status einer Commune déléguée haben. Der Verwaltungssitz befindet sich im Ort Juvigny-sous-Andaine.

## Gliederung
| Ortsteil                               | ehemaliger INSEE-Code | Fläche (km²) | Einwohnerzahl zum 1. Januar 2022 |
| -------------------------------------- | --------------------- | ------------ | -------------------------------- |
| Juvigny-sous-Andaine (Verwaltungssitz) | 61211                 | 22,00        | 903                              |
| La Baroche-sous-Lucé                   | 61025                 | 22,18        | 409                              |
| Beaulandais                            | 61033                 | 08,57        | 159                              |
| Loré                                   | 61235                 | 06,34        | 177                              |
| Lucé                                   | 61239                 | 06,09        | 078                              |
| Saint-Denis-de-Villenette              | 61380                 | 05,89        | 134                              |
| Sept-Forges                            | 61469                 | 08,55        | 244                              |